# Eupithecia hohokamae
Eupithecia hohokamae är en fjärilsart som beskrevs av Frederick H. Rindge 1963. Eupithecia hohokamae ingår i släktet Eupithecia och familjen mätare. Inga underarter finns listade i Catalogue of Life.